# Anolis bartschi
Anolis bartschi är en ödleart som beskrevs av  Cochran 1928. Anolis bartschi ingår i släktet anolisar, och familjen Polychrotidae. Inga underarter finns listade i Catalogue of Life.

## Bildgalleri

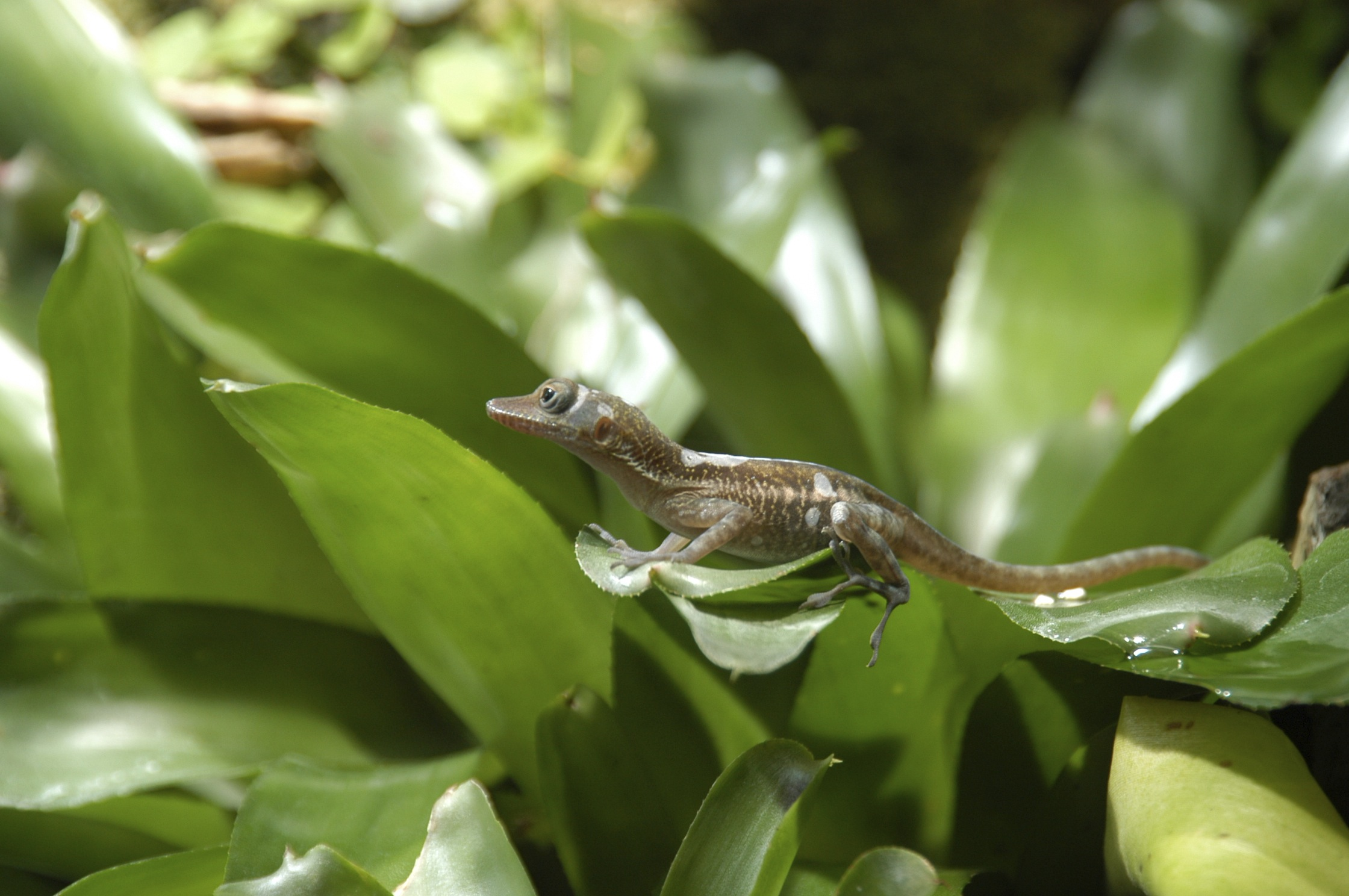